# 勒鲁热-佩尔斯
勒鲁热-佩尔斯（法語：Le Rouget-Pers，法語發音：[lə ʁuʒɛ pɛʁs]）是法国康塔尔省的一个市镇，位于该省西南部，属于欧里亚克。

## 历史
勒鲁热-佩尔斯成立于2016年1月1日，由勒鲁热（Le Rouget）和佩尔斯（Pers）两个市镇合并而成，其中勒鲁热为政府驻地。

## 地理
勒鲁热-佩尔斯（44°51'19"N, 2°13'57"E）面积24.28 平方千米，位于法国奥弗涅-罗讷-阿尔卑斯大区康塔爾省，该省份为法国中南部省份，位于法國中央高原中心，北起科雷兹省、上盧瓦爾省和多姆山省，西接洛特省和科雷兹省，南至阿韦龙省和洛特省，东临上盧瓦爾省和洛泽尔省。
与勒鲁热-佩尔斯接壤的市镇（或旧市镇、城区）包括：凯罗尔、翁普、鲁梅古、圣马梅-拉萨尔沃塔、拉卡佩勒维耶斯康、拉塞加拉西耶尔、格莱纳、圣热龙。
勒鲁热-佩尔斯的时区为UTC+01:00、UTC+02:00（夏令时）。

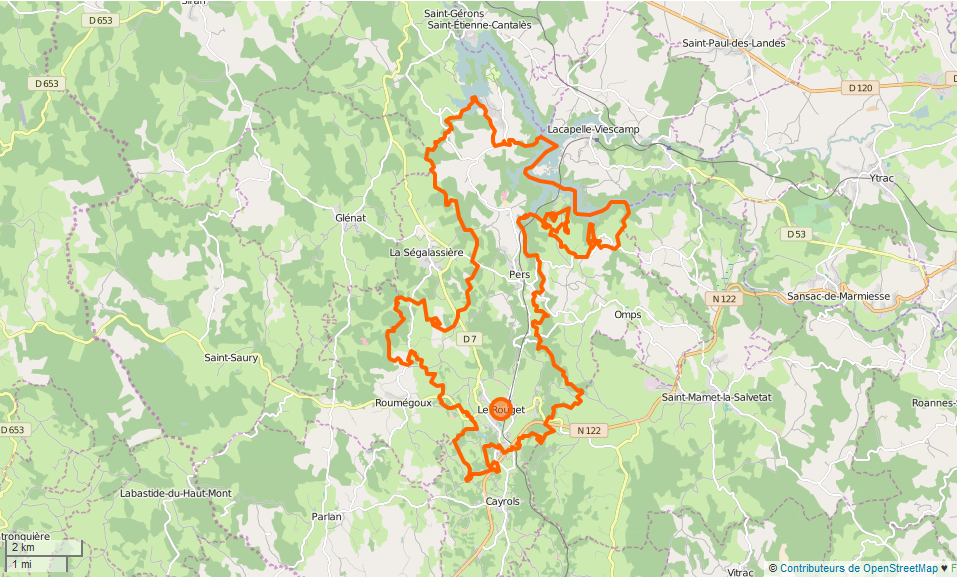
勒鲁热-佩尔斯的OSM定位图

## 行政
勒鲁热-佩尔斯的邮政编码为15290，INSEE市镇编码为15268。

## 政治
勒鲁热-佩尔斯所属的省级选区为圣保罗德朗德县。

## 人口
勒鲁热-佩尔斯于2022年1月1日时的人口数量为1288人。